# Suzanne Lenglen
Suzanne Rachel Flore Lenglen (París, 24 de mayo de 1899-París, 4 de julio de 1938) fue una tenista francesa, campeona olímpica, que obtuvo 31 títulos de Grand Slam, doce de ellos individuales. Fue la primera mujer en convertirse en tenista profesional. Dominó el tenis femenino entre 1919 y 1926. Apodada "la divina" por la prensa francesa, está considerada la primera gran diva y campeona del tenis femenino, deporte en el que rompió barreras con un juego apasionado y atrevidos atuendos. Negoció con el modisto Jean Patou la confección de su ropa deportiva y en 1921 revolucionó el vestuario del tenis femenino jugando con los brazos descubiertos y faldas levemente por debajo de la rodilla.
A los catorce años jugó su primera final de un gran abierto de tenis. Perdió la final en 1914 pero meses después se convirtió en la tenista más joven en ganar un gran abierto al conquistar el Campeonato Mundial de Pista Dura, récord todavía vigente. Ganó seis torneos de Wimbledon entre 1919 y 1925 y seis Roland Garros entre 1920 y 1926. Fue autora de varios libros sobre tenis.
Falleció a causa de una anemia el 4 de julio de 1938.

## Inicios
Suzanne Lenglen nació el 24 de mayo de 1899 en París. A causa de los problemas de salud en su juventud, entre ellas asma, enfermedad que al final de su vida se agravó, su padre, Charles Lenglen, propietario de una compañía de transporte, la animó a que practicara tenis. A los once años su padre le regaló su primera raqueta y en 1910 jugaba en la cancha que tenían en la casa familiar de Marest-sur-Matz. Dado que disfrutaba del juego su padre decidió entrenarla con más intensidad. Uno de los métodos empleados para entrenarla consistía en extender varios pañuelos en diferentes lugares de la cancha; y Suzanne debía lanzar las pelotas contra ellos.
Cuando sólo tenía 15 años Suzanne disputó la final del campeonato internacional de Francia, futuro Roland Garros frente a Marguerite Broquedis en un partido a tres sets: 5–7, 6–4, 6–3. Ese mismo año ganó el International "Clay Court Championships", celebrado en Sainte-Claude. El comienzo de la Primera Guerra Mundial hizo que se suspendieran la mayoría de las competiciones nacionales e internacionales, y la carrera de Lenglen quedó paralizada.

## Carrera deportiva

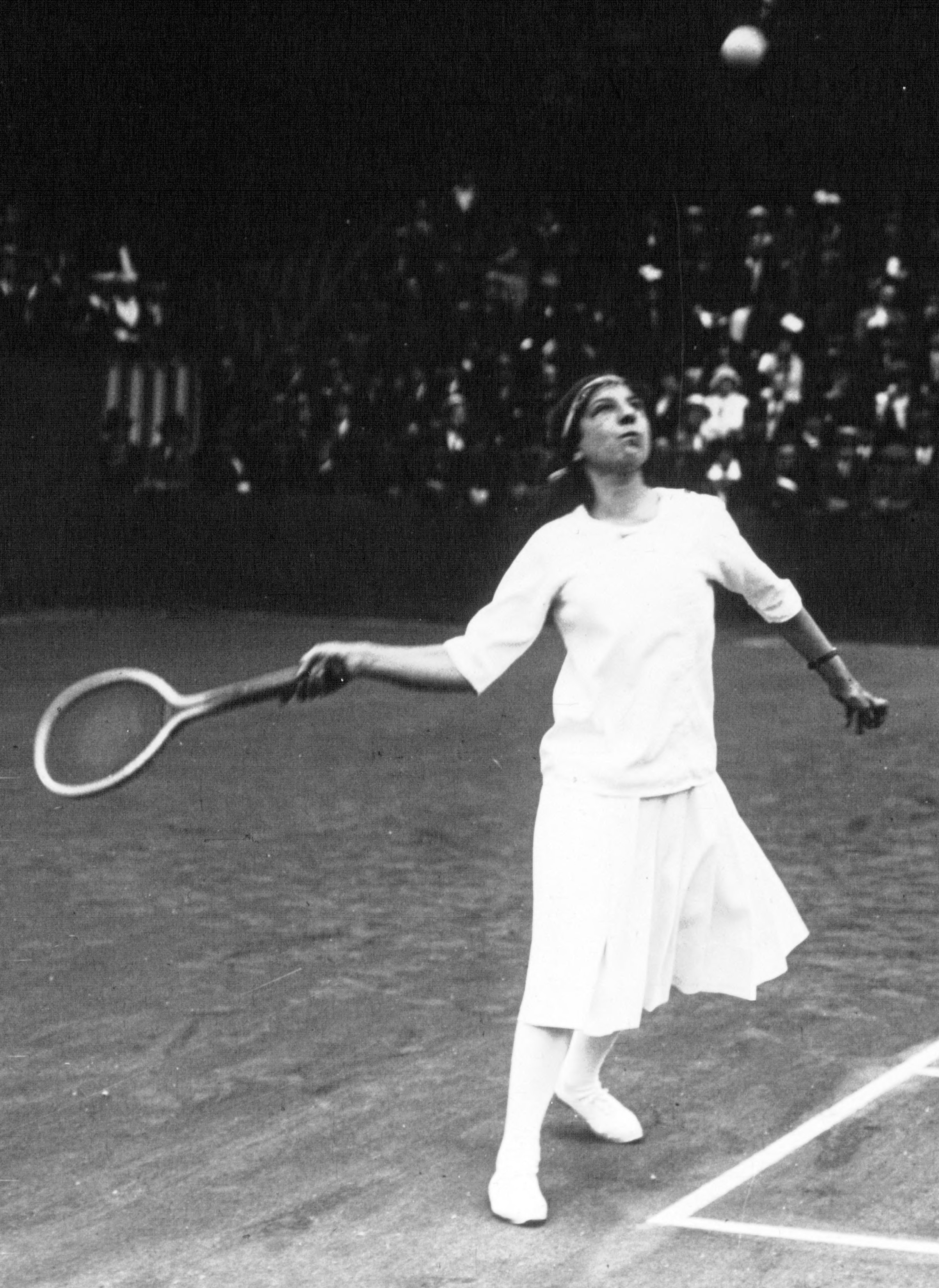
Lenglen en el Campeonato del Mundo de pista dura en 1914.

### Wimbledon y campeonatos de Francia
En 1919 Lenglen logró la revancha en el torneo de Wimbledon ganando la británica Dorothy Lambert Chambers a la siete veces ganadora del campeonato. Fue un partido reñido. Su padre le acercó una botella de coñac en pleno juego y poco después ganó el partido. La victoria se convirtió en un clásico de la historia del tenis consagrando a Lenglen como ganadora de su primer Grand Slam.
Fue también un partido que llamó la atención no solo por el rendimiento de la jugadora en la cancha sino por su vestuario. Lenglen apareció en Wimbledon con un vestido que dejaba ver sus antebrazos, corto, por encima de las pantorrillas, mientas que las demás jugadoras competían en vestidos que cubrían casi todo el cuerpo. Los británicos conservadores se escandalizaron ante la osadía de la francesa, que además bebía coñac entre los sets. En el campeonato de Wimbledon de 1921 llamó especialmente la atención por su vestuario diseñado por Jean Patou.
De 1919, 1920, 1921, 1923 y 1925 Suzanne Lenglen ganó el Campeonato de Wimbledon. En individuales año tras año, a excepción de 1924 año en el que tuvo problemas de salud ocasionados por el asma. Entre 1920 y 1926, ganó por seis veces consecutivas el Campeonato de Francia.

### Juegos olímpicos de 1920
En 1920 ganó dos medallas de oro y una de bronce en los Juegos Olímpicos de Amberes. Lenglen dominó los individuales femeninos. En su camino hacia la medalla de oro, cedió apenas cuatro juegos, tres de ellos en la final contra Dorothy Holman de Inglaterra. También ganó junto a Max Décugis la medalla de oro de dobles mixtos. Y en la semifinal de dobles femeninos con Elisabeth d'Ayen obtuvo la medalla de bronce después de perder las semifinales y que sus oponentes se retiraran.

### Debut fallido en América

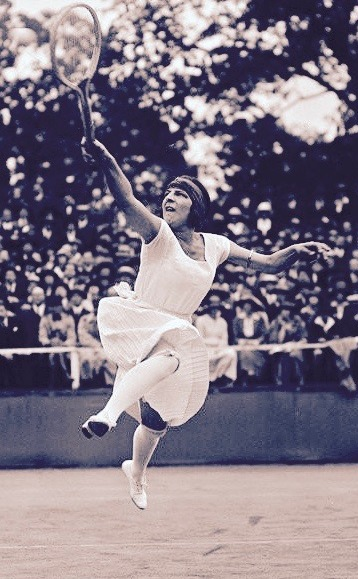
Suzanne Lenglen en 1922.

El único torneo de individuales en el que Lenglen fue derrotada en este período sucedió en una aparición no planificada en 1921 en el Abierto de los Estados Unidos. Ese año, para conseguir fondos destinados a la reconstrucción de diferentes regiones de Francia que habían sido devastadas por la Primera Guerra Mundial, viajó a Estados Unidos para jugar varios partidos de exhibición contra Molla Bjurstedt-Mallory.
Al llegar a Nueva York, Lenglen descubrió que, sin su consentimiento, el Abierto de Estados Unidos había anunciado que ella competiría. La presión pública fue tan grande que participó en el torneo a pesar de no estar bien de salud.

#### Polémica derrota
Para su sorpresa, no había cabeza de serie para el evento y se la seleccionó para jugar contra Bjurstedt-Mallory, la campeona vigente. En el partido, Lenglen perdió el primer set 6–2 y en el segundo set comenzó a toser y llorar, siendo incapaz de continuar. Fue abucheada por la multitud cuando se retiró de la cancha y la prensa norteamericana la criticó duramente. Todo empeoró cuando, por prescripción médica, se cancelaron sus partidos de exhibición. No acostumbrada a semejante trato, Suzanne Lenglen retornó a su casa.
Obtuvo su redención al año siguiente cuando en la final de individuales de Wimbledon, derrotó a Bjurstedt-Mallory en solo 26 minutos por 6–2 y 6–0. Se considera el partido decisivo más rápido de la historia del tenis.  Volverían a encontrarse ese mismo año en el torneo de Niza, donde Bjurstedt-Mallory nuevamente perdió ante Lenglen.

### Final del juego amateur
En 1926, último año como jugadora amateur, Suzanne Lenglen jugó uno de sus partidos más memorable. Fue en febrero en un torneo en Carlton Club en Cannes, único partido contra Helen Wills Moody. La norteamericana de 20 años de edad ya había ganado dos veces el Abierto de los Estados Unidos, y dominaría el juego femenino a finales de la década de 1920 y comienzos de 1930 de la misma forma que Lenglen lo había hecho desde 1919. La gran atención del público por el encuentro de la final del torneo provocaron un importante aumento de los precios de venta de entradas. Techos y ventanas de los edificios cercanos estaban abarrotados de espectadores. Lenglen, después de casi perder el partido en varias ocasiones, logró la victoria por 6-3 y 8-6.
También en 1926 ocurrió un incidente que marco su historia deportiva. Durante el torneo de Wimbledon, Suzanne Lenglen se negó a jugar dos partidos consecutivos (individuales y dobles). Amenazada con la descalificación por parte de los organizadores, la tenista se negó a aparecer en la cancha, un gesto considerado como una afrenta a la reina Isabel presente en la tribuna. Finalmente las cosas se arreglaron y Lenglen jugó los partidos unos días más tarde, pero la reina no asistió y el público inglés, molesto por el "capricho" de la francesa, le reserva una fría acogida en su partido de individuales. Este episodio precipitó el final de la carrera como aficionada de Suzanne Lenglen, que se exilia en el circuito profesional de Estados Unidos por un tiempo. La decisión que valió también la enemistad de por vida con la Federación Francesa de Tenis del momento.

### Carrera profesional y últimos años
Fue la primera estrella del tenis femenino en convertirse en profesional. En 1928 le pagaron 75 000 dólares por una gira en los Estados Unidos en una serie de partidos contra Mary Browne. Ganadora del Abierto de los Estados Unidos (1912, 1913 y 1914) tenía 35 años, y se consideraba que ya había pasado su momento de apogeo, aunque había llegado a la final del Abierto de Francia ese mismo año, perdiendo ante Lenglen 6–1, 6–0. Por primera vez en la historia del tenis, un partido de tenis femenino era el principal evento de la gira en la que también había programados partidos masculinos. Cuando terminó en febrero de 1927, Lenglen había derrotado a Browne en los 38 partidos. Exhausta por la larga gira se le recomendó un prolongado período de descanso sin jugar para recuperarse.
Lenglen eligió retirarse de la competición y crear una escuela de tenis en París con el apoyo económico de su amante Jean Tillier. La escuela, localizada al lado de las canchas de Roland Garros, se reconoció lentamente, se expandió y en 1936 fue reconocida como centro de entrenamiento federativo por la federación francesa. Durante este período, Lenglen escribió varios libros sobre tenis.
En junio de 1938, la prensa francesa anunció que se le había diagnosticado leucemia. Quedó ciega y murió el 4 de julio de 1938. Se encuentra sepultada en el cementerio de Saint-Ouen en París.

## Pionera en la moda en el tenis femenino
Lenglen encarna una revolución social en términos de condición de la mujer. También es pionera en incorporar el mundo de la moda al tenis femenino. La deportista formaba parte de la generación "flapper", mujeres que utilizaron la moda como una forma de reivindicar su independencia. Amante no sólo del deporte sino también de la estética artística negoció con el modisto Jean Patou el diseño de su vestuario y en 1921 fue la primera mujer en saltar a la cancha jugando sin corsé con los brazos descubiertos y una falda plisada de seda blanca levemente por debajo de las rodillas rompiendo con la estética de la época en el que las mujeres llevaban para jugar vestido largo y un gran sobrero.
Si en el mundo del deporte las mujeres iban tapadas de arriba abajo para no atentar contra el pudor, ella lucía telas más transparentes, faldas más cortas y blusas prácticamente sin mangas que cubría tras los partidos con cárdigans de la mano de Jean Patou. En diciembre de 1926 aparecía en un reportaje de Vogue como paradigma del estilo fotografiada por Steichen.
En 1931 se dio un paso más en ruptura de convenciones: la falda pantalón diseñada por Elsa Schiaparelli para Lilí Álvarez para el Roland Garros y Wimbledon considerado un nuevo "escándalo". También en 1931 Joan Lycett fue la primera mujer en jugar sin medias apareciendo en la pista central con las piernas desnudas y con calcetines de tobillo lo que abrió camino a las faldas cortas. En 1934 la tenista Eileen Bennett en un partido contre Betty Nuthall fue la primera tenista que se atrevió a utilizar pantalones cortos dejando al descubierto sus rodillas reivindicando mayor libertad de movimiento.

## Palmarés
Durante su carrera, Suzanne Lenglen ganó 81 títulos en individuales, siete de los cuales los consiguió sin perder ningún juego, 73 títulos en dobles y 8 títulos en dobles mixtos. Se mantiene como la única jugadora en haber ganado los títulos de Wimbledon en individuales, dobles y dobles mixtos en el mismo año (1920, 1922 y 1925).
El número total de Grand Slam ganados es 31, aunque los títulos obtenidos en el Campeonato de Francia no se contabilizan siempre porque el torneo no estuvo abierto a todos los jugadores hasta 1925. De ahí que algunas fuentes le acrediten sólo 21 títulos. 

## Estilo de juego

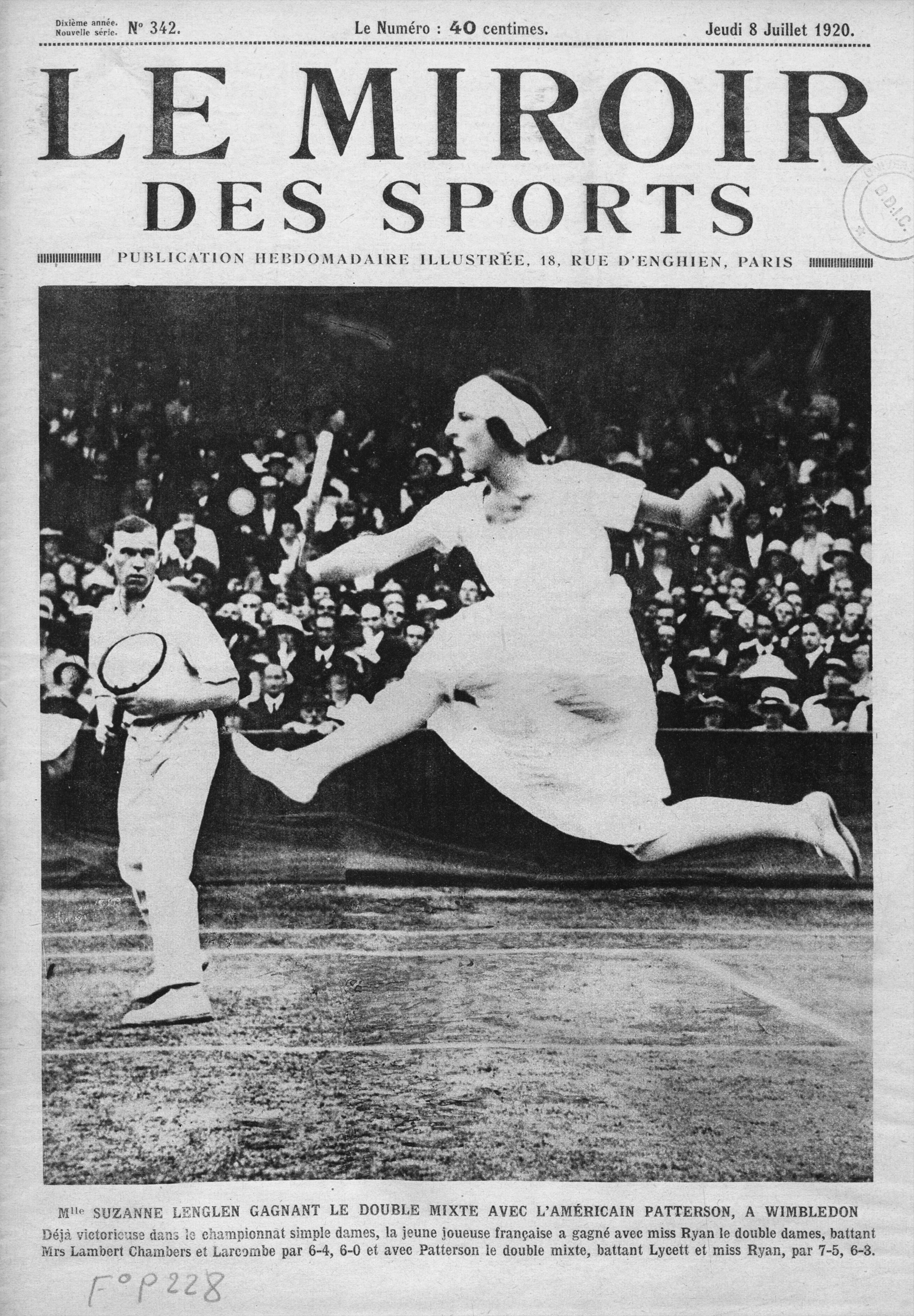
Lenglen golpeando su característico tiro de volea saltando balleticamente en la red desde el lado de la ventaja de la pista, mientras su compañero Gerald Patterson observa en la red desde el lado del deuce de la pista.

Al describir el estilo de juego de Lenglen, Elizabeth Ryan dijo: "[Lenglen] poseía todo tipo de golpes, además de un genio para saber cómo y cuándo usarlos. Nunca le daba a un oponente el mismo tipo de golpe dos veces seguidas. Te hacía correr millas... su juego era todo colocación, engaño y constancia. Yo tenía el mejor globo que cualquiera haya tenido, pero ella no solo podía llegar a él, sino que era tan rápida que a menudo podía conseguir un buen lugar con él." Sus rivales Molla Mallory y Helen Wills notaron que Lenglen destacaba en alargar los rallies y podía tomar el control de los puntos con tiros defensivos. Aunque Lenglen construyó su juego en torno al control en lugar de la potencia, tenía la capacidad de golpear tiros potentes. En particular, Mallory elogió la potencia detrás de sus tiros defensivos, diciendo: "Ella es simplemente la jugadora más constante que ha existido. Solo me devolvía lo que yo le enviaba y esperaba a que yo cometiera un error. Y a menudo, sus devoluciones eran más duras que los tiros que yo le enviaba." El periodista británico A. E. Crawley la consideraba como la mejor movilidad de su época, diciendo: "Nunca he visto en una pista de tenis de césped a un hombre o una mujer moverse con tal perfección mecánica y artística y con tanta serenidad. Ya sea que el objetivo de [Lenglen] sea la pelota o simplemente cambiar de lado, te recordaba al movimiento del fuego sobre la hierba de la pradera." Creía que era una sacadora poderosa y una voleadora agresiva, comentando: "Sirve con toda la potencia del atleta masculino. Smash con la misma acción suelta y rápida, la liberación de un resorte de acero. Su volea no es un empujón tímido, sino una flecha de arco. Y una flecha de arco es Suzanne misma".
Adoptar un estilo de juego tomado de los jugadores masculinos llevó a Lenglen a convertirse en una de las principales voleadoras en el tenis femenino en una época en la que el juego de las mujeres se centraba en jugar desde el fondo de la pista, incluso para las mejores jugadoras. Lenglen aspiraba a acercarse a la red para terminar los puntos rápidamente siempre que fuera posible. Kathleen McKane específicamente notó que "Suzanne voleaba como un hombre" al describir su influencia en el tenis femenino. Aunque Lenglen no modeló la mayoría de su juego según ningún jugador específico, modeló su derecha según la de Anthony Wilding. Al igual que Wilding, aspiraba a golpear derechas planas y con poco o ningún efecto de topspin. Usaba un agarre continental y se esforzaba por golpear las pelotas temprano en el rebote. Lenglen escribió en su libro Lawn Tennis for Girls: "Un tiro favorito mío es la derecha cruzada". Lenglen fue considerada como teniendo un estilo de juego elegante. Se pensaba que su movimiento se asemejaba al de una bailarina, un estilo que pudo haber surgido de un curso de danza griega clásica que había tomado de niña. René Lacoste, un destacado jugador de tenis masculino francés de su época, dijo: "[Lenglen] jugaba con una maravillosa facilidad los golpes más simples del mundo. Fue solo después de varios juegos que entendí qué armonía estaba oculta por su simplicidad, qué maravilloso equilibrio mental y físico estaba escondido por la facilidad de su juego".
Lenglen desarrolló una reputación por beber coñac para ayudarla a jugar en momentos cruciales de sus partidos más importantes. Especialmente, lo hizo durante el segundo y tercer sets de su victoria contra Lambert Chambers en la final de Wimbledon de 1919, y al comienzo y durante el más competitivo segundo set de su victoria sobre Helen Wills en el Partido del Siglo. Viajó al Campeonato Nacional de Estados Unidos en 1921 solo después de que la USLTA aceptara suministrarle alcohol durante su estadía, aunque su venta era ilegal bajo las leyes de la Prohibición en ese momento. No obstante, no le proporcionaron alcohol a Lenglen durante su derrota en su retiro ante Mallory.

## Legado

### Logros
Lenglen fue clasificada como la vigésimo cuarta mejor jugadora de la historia en la serie de televisión 100 Greatest of All Time. Fue la novena mujer mejor clasificada en general y la mujer mejor clasificada que jugó exclusivamente en la era amateur. Después de que el periodista y jugador de tenis A. Wallis Myers comenzara a publicar rankings anuales formales de tenis femenino en 1921, Lenglen fue número 1 del mundo en cada una de las primeras seis ediciones de los rankings hasta su retiro del tenis amateur en 1926. Ganó un total de 250 títulos, que consistían en 83 en individuales, 74 en dobles y 93 en dobles mixtos. Nueve de sus títulos individuales fueron ganados sin perder un juego. Lenglen compiló porcentajes de victoria del 97.9% en individuales y del 96.9% en todas las disciplinas. Después de la Primera Guerra Mundial, ganó 287 de 288 partidos individuales, comenzando con una racha de 108 victorias consecutivas y terminando con una racha de 179 victorias consecutivas, esta última más larga que la racha de victorias más larga de Helen Wills de 161 partidos. Lenglen terminó su carrera con una racha de 250 victorias consecutivas en tierra batida.
Los ocho títulos de individuales femeninos de Grand Slam de Lenglen están empatados en el décimo lugar de todos los tiempos y empatados en el cuarto lugar en la era amateur, detrás solo de los nueve de Maureen Connolly, los trece de Court y los diecinueve de Wills. Aparte de los Campeonatos de Wimbledon de 1919, Lenglen no perdió más de tres juegos en un set en ninguna de sus otras finales de individuales de Grand Slam o del Campeonato Mundial de Pista Dura. Los seis títulos de Wimbledon de Lenglen están empatados en el sexto lugar en la historia. Su antiguo récord de cinco títulos consecutivos de Wimbledon solo ha sido igualado desde entonces por Martina Navratilova, quien ganó el sexto seguido en 1987. El título de Lenglen en el Campeonato Mundial de Pista Dura de 1914 la convirtió en la campeona de Grand Slam más joven en la historia del tenis a los 15 años y 16 días, casi un año antes que las dos siguientes más jóvenes, Martina Hingis y Lottie Dod.
Lenglen ganó un total de 17 títulos en Wimbledon, 19 en el Campeonato de Francia y 10 en el Campeonato Mundial de Pista Dura en todas las disciplinas. Lenglen completó tres triplete en Wimbledon, ganando los eventos de individuales, dobles y dobles mixtos en un torneo en el mismo año, en 1920, 1922 y 1925. También ganó dos triplete en el Campeonato Mundial de Pista Dura en 1921 y 1922, y seis en el Campeonato de Francia, los primeros cuatro de los cuales fueron consecutivos desde 1920 hasta 1923 cuando el torneo era solo por invitación para los nacionales franceses y los dos últimos en 1925 y 1926 cuando el torneo estaba abierto a internacionales.

### Figura mítica
Tras la Primera Guerra Mundial, Lenglen se convirtió en un símbolo de orgullo nacional en Francia en un país que buscaba recuperarse de la guerra. La prensa francesa se refería a Lenglen como "notre Suzanne" (nuestra Suzanne) para caracterizar su estatus como heroína nacional; y más eminentemente como La Divina para afirmar su inatacabilidad. La prensa escribía sobre Lenglen como si fuera infalible en el tenis, atribuyendo a menudo cualquier rendimiento que fuera relativamente pobre según sus estándares a diversas excusas, como la culpa de su compañero de dobles o la preocupación por la salud de su padre. Los periodistas que criticaban a Lenglen eran condenados y refutados por el resto de la prensa. En los Juegos Olímpicos, se presentaba a los periodistas como "La Gran Lenglen", un título que fue bien recibido. Antes de los partidos, Lenglen solía predecir a la prensa que iba a ganar, una práctica que los estadounidenses consideraban inapropiada. Ella explicaba: "Cuando me hacen una pregunta, trato de dar una respuesta sincera. Si sé que voy a ganar, ¿qué daño hay en decirlo?"

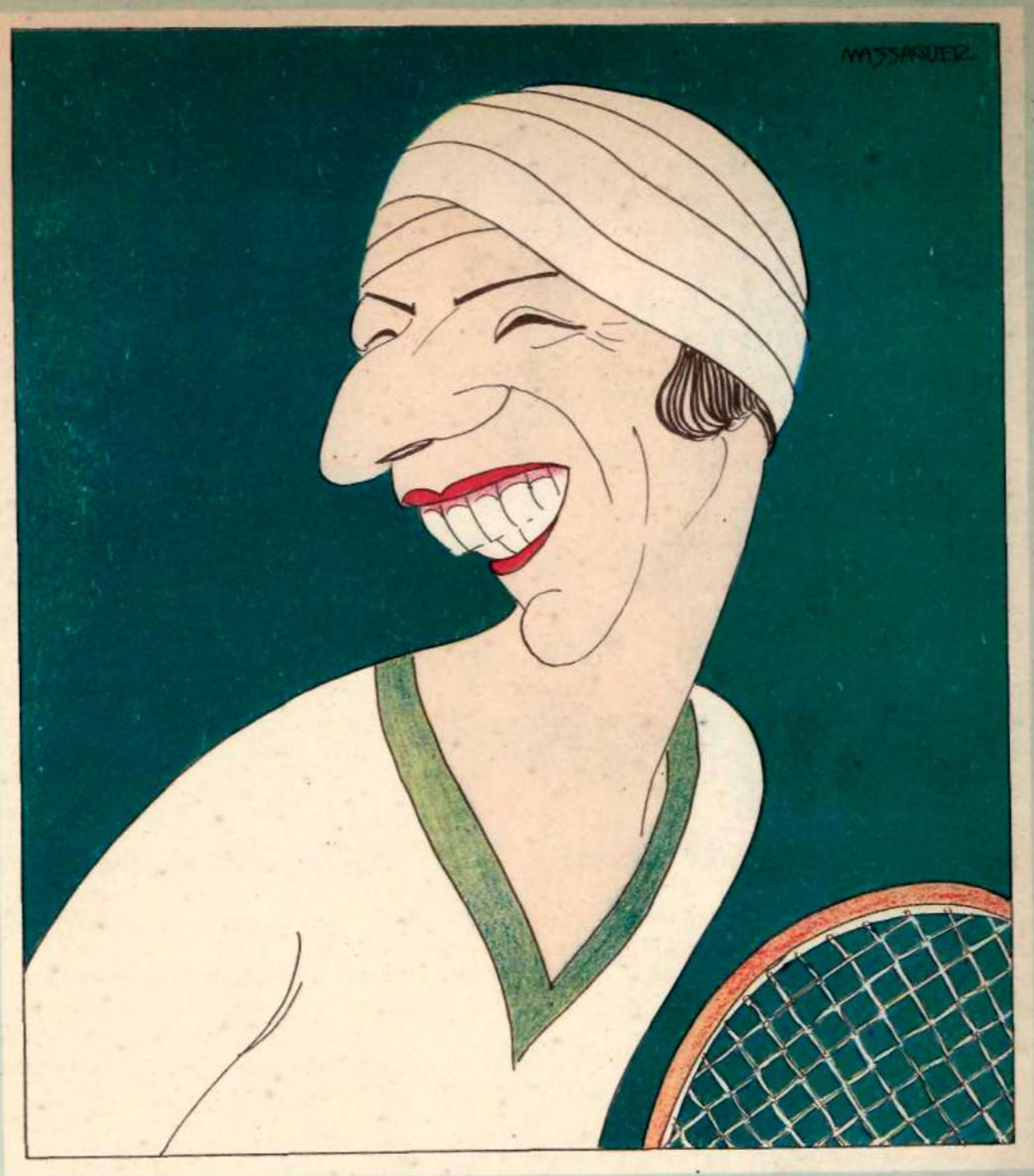
Retratada por Massaguer en la revista cubana Social (1926)

Lenglen fue la primera atleta femenina en ser reconocida como una celebridad fuera de su deporte. Estaba relacionada con miembros de familias reales como el rey Gustavo V de Suecia y actrices como Mary Pickford. Era muy conocida por el público en general, y sus partidos eran bien asistidos por personas que de otro modo no estarían interesadas en el tenis. Muchos de sus partidos más importantes se agotaron, incluida la final de Wimbledon de 1919 contra Lambert Chambers, donde la asistencia más que duplicó la capacidad de asientos de la Pista Central, y su primer partido contra Mallory, donde las entradas se vendieron a un costo de hasta 500 francos (aproximadamente $310 en 2020) y se estima que cinco mil personas no pudieron ingresar a ver el partido después de que se agotaran las entradas. La popularidad de los partidos de Lenglen en Wimbledon fue un factor importante en que el club trasladara el torneo desde Worple Road hasta su ubicación moderna en Church Road. Una nueva Pista Central se inauguró en 1922 con una capacidad de casi diez mil espectadores, casi tres veces más grande que la del antiguo lugar. En el "Partido del Siglo" contra Wills, las entradas con asiento que se agotaron a 300 francos, entonces equivalentes a unos $11 en Estados Unidos (o $190 en 2020), fueron revendidas por revendedores a hasta 1200 francos, que entonces eran alrededor de $44 (o $760 en 2020). Este costo superaba con creces el de la final de individuales masculinos en el Campeonato Nacional de Estados Unidos en ese momento, que se vendía desde tan solo $2 por asiento (aproximadamente $30 en 2020).
La reputación mítica de Lenglen comenzó desde una edad temprana. Se la conocía por una historia sobre cómo su padre la entrenaba para mejorar la precisión de su golpeo cuando era niña, colocando un pañuelo en diferentes lugares de la pista e instruyéndola para que lo golpeara como objetivo. Se decía que ella podía golpear el pañuelo con facilidad independientemente del tipo de golpe entrante. Cada vez que lo hacía, él lo doblaba por la mitad antes de reemplazarlo con una moneda. Se decía que Lenglen podía golpear la moneda hasta cinco veces seguidas.

### Tenis profesional
Lenglen fue la primera jugadora de tenis líder en dejar el tenis amateur para jugar profesionalmente, lanzando así el tenis como una carrera profesional. La gira de exhibición que encabezó en los Estados Unidos de 1926 a 1927, en la que algunos jugadores viajaban juntos para competir entre sí en una serie de lugares, fue la primera de su tipo. Estableció un formato que se repitió más de veinte veces durante las próximas cuatro décadas hasta el comienzo de la Era Abierta. Con Pyle interesado en el tenis solo por Lenglen, Vincent Richards, el principal jugador masculino en la gira de Lenglen por Estados Unidos, organizó la próxima gira de este tipo presentándose él mismo compitiendo contra Karel Koželuh en 1928. También comenzó a organizar los primeros torneos profesionales importantes que contaron con jugadores que habían sido amateurs de alto nivel, comenzando con el Campeonato de Tenis Profesional de Estados Unidos, celebrado por primera vez más tarde en 1927.
Dado que las principales jugadoras de tenis mantenían casi todas su estatus de amateur, las mujeres quedaron en gran medida excluidas tanto de las giras de exhibición itinerantes como de los crecientes torneos profesionales después de que terminara la carrera deportiva de Lenglen. La próxima gira de exhibición significativa que presentó a jugadoras de tenis femenino no ocurrió hasta 1941, cuando Alice Marble se convirtió en una de las figuras principales en una gira que también presentaba a los principales jugadores masculinos Don Budge y Bill Tilden. Las compañeras de equipo de alto rango Pauline Betz y Althea Gibson siguieron a Marble al convertirse en profesionales en 1947 y 1958 respectivamente. Betz jugó en dos giras, una en 1947 y otra de 1950 a 1951. Gibson jugó en una serie de partidos de calentamiento para los Harlem Globetrotters, un equipo de baloncesto de exhibición en Estados Unidos.

### Ropa deportiva femenina

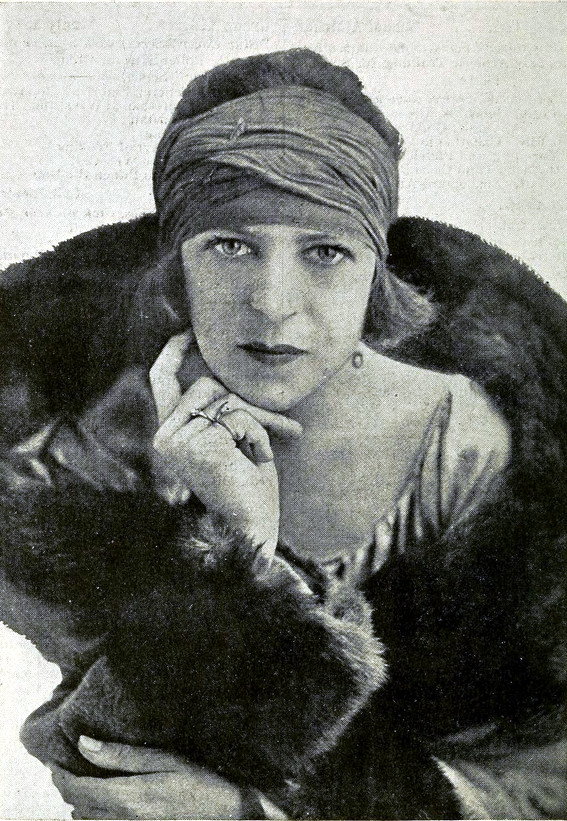
Lenglen posando sin expresión con su banda y abrigo

Lenglen redefinió la vestimenta tradicional de tenis femenino desde el inicio de su carrera. Para la final de Wimbledon de 1919, evitó usar un corsé y optó por una blusa de manga corta y una falda plisada hasta la pantorrilla, acompañadas de un sombrero de ala circular distintivo, en contraste marcado con su oponente mucho mayor, Dorothea Lambert Chambers, quien usaba mangas largas y una falda sencilla debajo de la pantorrilla.
Al año siguiente, Lenglen rompió con la norma de que las mujeres compitieran con ropa no adecuada para jugar al tenis. Jean Patou diseñó sus atuendos, que no solo eran elegantes, sino que le permitían realizar su característico movimiento de ballet saltando en los puntos y no restringían su movimiento en la cancha. Este tipo de atuendo fue una de las primeras prendas deportivas femeninas. Inusual para la época, su blusa no tenía mangas y su falda se extendía solo hasta las rodillas. Lenglen reemplazó el sombrero por una banda, conocida como la "banda de Lenglen", que se convirtió en su pieza de vestimenta distintiva durante el resto de su carrera. En la cancha, rutinariamente usaba maquillaje y popularizó tener la piel bronceada en lugar de la tez pálida que otras jugadoras preferían antes de su época. Más adelante en su carrera, dejó de usar solo blanco y optó por atuendos de colores más brillantes. En general, fue pionera en la idea de que las jugadoras usaran la cancha de tenis para mostrar moda además de competir. Fuera de la cancha, Lenglen frecuentemente usaba un abrigo de piel grande y caro.

### Honores
Lenglen es honrada de varias maneras en el Abierto de Francia. En el Stade Roland Garros, la Cancha Suzanne Lenglen, la segunda cancha principal construida en 1994 con una capacidad de aproximadamente diez mil personas, fue nombrada en su honor en 1997. Fuera de la cancha, hay una estatua en relieve de bronce de Lenglen que fue erigida en 1994. La FFLT había planeado originalmente erigir una estatua de Lenglen inmediatamente después de su muerte, pero este plan nunca se materializó debido al inicio de la Segunda Guerra Mundial ese mismo año. Además, una de las entradas principales al recinto es la Porte Suzanne Lenglen, que conduce a la Allée Suzanne Lenglen. Además, el trofeo del campeonato individual femenino se nombró Coupe Suzanne Lenglen en 1987. A pesar de su éxito en los Campeonatos de Francia, Lenglen nunca compitió en el Stade Roland Garros, ya que no se convirtió en la sede del torneo hasta 1928, después de su retiro del tenis amateur.
Lenglen fue incluida en el Salón Internacional de la Fama del Tenis en 1978. Después de su muerte, se le otorgó la Cruz de la Legión de Honor. Otra carretera, la Avenue Suzanne Lenglen, lleva su nombre fuera del Nice Lawn Tennis Club. Ha sido honrada en un Doodle de Google dos veces, una vez en su 117º cumpleaños el 24 de mayo de 2016, y nuevamente en el Día Internacional de la Mujer el 8 de marzo de 2017.

## Vida personal

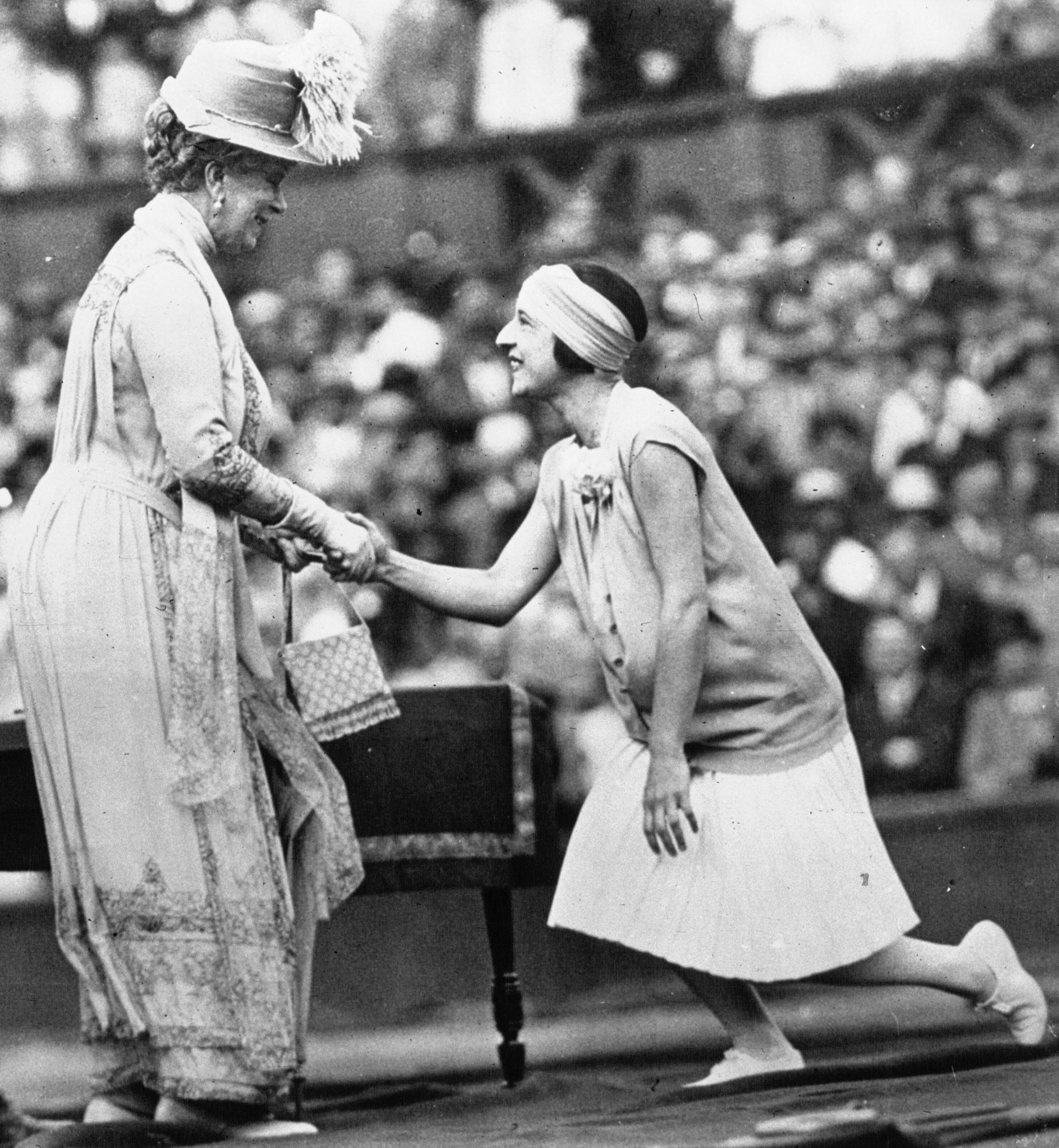
Suzanne Lenglen saluda a la reina María en el hipódromo de Auteuil, París (1926)

Lenglen tuvo una relación a largo plazo con Baldwin Baldwin desde 1927 hasta 1932. Baldwin era nieto y heredero de Lucky Baldwin, un destacado empresario e inversionista inmobiliario activo en California. Lenglen conoció a Baldwin durante su gira profesional en los Estados Unidos. Aunque tenían la intención de casarse, esos planes nunca se materializaron en gran parte porque Baldwin ya estaba casado y su esposa no aceptaría un divorcio mientras Lenglen y Baldwin estuvieran juntos. Durante este tiempo, su padre falleció en 1929 debido a problemas de salud.
Lenglen fue autora de varios libros sobre tenis, los dos primeros de los cuales escribió durante su carrera amateur. Su primer libro, Lawn Tennis for Girls, cubría técnicas y consejos sobre tácticas para jugadores de tenis principiantes. También escribió Lawn Tennis: The Game of Nations y una novela romántica, The Love Game: Being the Life Story of Marcelle Penrose. Lenglen terminó su último libro, Tennis by Simple Exercises, con Margaret Morris en 1937. El libro presentaba una sección de Lenglen sobre lo necesario para convertirse en un jugador de tenis completo y una sección de Morris, una coreógrafa y bailarina, sobre ejercicios diseñados para jugadores de tenis. Lenglen desempeñó un papel como actriz en la comedia musical británica de 1935 Things Are Looking Up, en la que disputa un partido de tenis contra el personaje principal interpretado por Cicely Courtneidge.
Después de su carrera como jugadora, Lenglen regresó al tenis como entrenadora en 1933, sirviendo como directora de una escuela en los terrenos del Stade Roland Garros. Abrió su propia escuela de tenis para niñas en 1936 en el Tennis Mirabeau en París con el apoyo de la FFLT. Comenzó a instruir a adultos al año siguiente también. Un año después, en mayo de 1938, Lenglen se convirtió en la directora inaugural de la Escuela Nacional de Tenis de Francia en París. Poco después de este nombramiento, sin embargo, Lenglen se fatigó gravemente mientras enseñaba en la escuela y necesitó recibir una transfusión de sangre. Anteriormente había tenido otros problemas de salud después de su retiro, destacándose entre ellos una apendicitis y una apendicectomía en octubre de 1934. Lenglen murió el 4 de julio de 1938 a la edad de 39 años, tres semanas después de haberse enfermado, y se informó que murió de anemia perniciosa. La causa específica de su muerte no estaba clara debido a que la anemia era curable y a los informes de que padecía otras enfermedades, incluyendo leucemia. Lenglen fue enterrada en el Cimetière de Saint-Ouen, justo a las afueras de París.

## Estadísticas de carrera
| G | F | SF | CF | #R | RR | Q# | DNQ | A | NH |

(G) ganador; (F) finalista; (SF) semifinalista; (CF) cuartofinalista; (#R) rondas 4, 3, 2, 1; (RR) round-robin; (Q#) ronda de clasificación; (NC) no calificó; (A) ausente; (NS) no sostenido; (PA) porcentaje de acertamiento (eventos ganados / competido); (V–D) récord de victorias y derrotas.
Los resultados del Campeonato de Francia antes de 1924 no cuentan para los totales estadísticos porque el torneo aún no estaba abierto a jugadores internacionales.

#### Individuales[84]
| Torneos de Grand Slam{{efn\|Los cuatro modernos torneos de Grand Slam se establecieron en 1924. Los resultados anteriores del Campeonato de Francia no se cuentan en las estadísticas de Grand Slam porque aún no estaba abierto a jugadores internacionales. Lenglen nunca compitió en el Campeonato de Australasia, que comenzó para mujeres en 1922. |   |              |              |    |    |   |   |              |              |              |       |      |      |
| Campeonato de Francia | F | No celebrado | No celebrado | G  | G  | G | G | A            | G            | G            | 2 / 2 | 10–0 | 100% |
| Wimbledon | A | NH           | G            | G  | G  | G | G | SF           | G            | 3R           | 6 / 8 | 32–0 | 100% |
| Abierto de Estados Unidos | A | A            | A            | A  | 2R | A | A | A            | A            | A            | 0 / 1 | 0–1  | 0%   |
| Torneos de Campeonato Mundial |   |              |              |    |    |   |   |              |              |              |       |      |      |
| World Hard Court Championships | G | No celebrado | No celebrado | 1R | G  | G | G | Desaparecido | Desaparecido | Desaparecido | 4 / 5 | 17–0 | 93%  |

#### Dobles[84]
| Torneos de Grand Slam          |   |              |              |   |    |   |   |              |              |              |       |      |      |
| Campeonato de Francia          | F | No celebrado | No celebrado | G | G  | G | G | A            | G            | G            | 2 / 2 | 7–0  | 100% |
| Wimbledon                      | A | NH           | G            | G | G  | G | G | CF           | G            | 2R           | 6 / 8 | 29–1 | 94%  |
| Abierto de Estados Unidos      | A | A            | A            | A | 1R | A | A | A            | A            | A            | 0 / 1 | 0–0  | -    |
| Torneos de Campeonato Mundial  |   |              |              |   |    |   |   |              |              |              |       |      |      |
| World Hard Court Championships | G | No celebrado | No celebrado | A | G  | G | F | Desaparecido | Desaparecido | Desaparecido | 3 / 4 | 13–1 | 93%  |

#### Dobles mixtos[84]
| Torneos de Grand Slam          |   |              |              |   |    |   |    |              |              |              |       |      |      |
| Campeonato de Francia          | W | No celebrado | No celebrado | W | W  | W | W  | A            | W            | W            | 2 / 2 | 8–0  | 100% |
| Wimbledon                      | A | NH           | CF           | W | 2R | W | SF | QF           | W            | 2R           | 3 / 8 | 30–2 | 94%  |
| Torneos de Campeonato Mundial  |   |              |              |   |    |   |    |              |              |              |       |      |      |
| World Hard Court Championships | F | No celebrado | No celebrado | A | W  | W | W  | Desaparecido | Desaparecido | Desaparecido | 3 / 4 | 16–1 | 94%  |

### Finales importantes

#### Grand Slam individuales: 8 (8 títulos)[84]
| Resultado | Año  | Torneo                    | Superficie | Oponente                  | Resultado      |
| --------- | ---- | ------------------------- | ---------- | ------------------------- | -------------- |
| Victoria  | 1919 | Wimbledon                 | Césped     | Dorothea Lambert Chambers | 10–8, 4–6, 9–7 |
| Victoria  | 1920 | Wimbledon (2)             | Césped     | Dorothea Lambert Chambers | 6–3, 6–0       |
| Victoria  | 1921 | Wimbledon (3)             | Césped     | Elizabeth Ryan            | 6–2, 6–0       |
| Victoria  | 1922 | Wimbledon (4)             | Césped     | Molla Mallory             | 6–2, 6–0       |
| Victoria  | 1923 | Wimbledon (5)             | Césped     | Kathleen McKane           | 6–2, 6–2       |
| Victoria  | 1925 | Campeonato de Francia     | Arcilla    | Kathleen McKane           | 6–1, 6–2       |
| Victoria  | 1925 | Wimbledon (6)             | Césped     | Joan Fry                  | 6–2, 6–0       |
| Victoria  | 1926 | Campeonato de Francia (2) | Arcilla    | Mary Browne               | 6–1, 6–0       |

#### Campeonatos del Mundo individuales: 4 (4 títulos)[84]
| Resultado | Año  | Torneo                             | Superficie | Oponente         | Resultado |
| --------- | ---- | ---------------------------------- | ---------- | ---------------- | --------- |
| Victoria  | 1914 | World Hard Court Championships     | Arcilla    | Germaine Golding | 6–3, 6–2  |
| Victoria  | 1921 | World Hard Court Championships (2) | Arcilla    | Molla Mallory    | 6–2, 6–3  |
| Victoria  | 1922 | World Hard Court Championships (3) | Arcilla    | Elizabeth Ryan   | 6–3, 6–2  |
| Victoria  | 1923 | World Hard Court Championships (4) | Arcilla    | Kathleen McKane  | 6–2, 6–3  |

### Partidos por medallas olímpicas

#### Individuales: 1 (1 medalla de oro)
| Resultado | Año  | Torneo                | Superficie | Oponente       | Resultado |
| --------- | ---- | --------------------- | ---------- | -------------- | --------- |
| Oro       | 1920 | Olimpiadas de Amberes | Césped     | Dorothy Holman |           |

## Reconocimientos póstumos
- En 1997 la segunda pista del estadio Roland Garros, lugar donde se juega el Abierto de Francia, pasó a denominarse "Pista Suzanne Lenglen" en su honor.
- Cuatro años después, la Federación Francesa de Tenis organizó la primera "Copa Suzanne Lenglen" para mujeres mayores de 35 años. Si bien primero se llevó a cabo en Francia, este evento de carácter anual se disputa actualmente en un país diferente cada año.
- Lenglen, fue incluida en el Salón de la Fama del Tenis Internacional en 1978, continúa siendo para muchos una de las mejores jugadoras de tenis de la historia.
- El 24 de mayo de 2016 Google le dedicó un doodle el día en el que hubiera cumplido 117 años argumentando que "Ella rompió barreras a través de su juego apasionado, vestimenta poco tradicional y su postura en contra de las formalidades del deporte". "Con la influencia de Lenglen, el tenis femenino obtuvo la atención que merecía y se convirtió en un deporte no sólo para algunos, sino para todos".[3]